# Ганверивала
Ганверивала (урду ننویريوالا‎, в.-пандж. ننیریوالا, также Ганваривала-Тхер) — это место цивилизации долины Инда в пустыне Чолистан на юге Пенджаба, Пакистан.

## Факты
Ганверивала расположена недалеко от индийской границы на сухом русле реки Гхаггар-Хакра, ныне являющейся частью обширной пустыни. Она раскинулась на 80 гектарах и сравним по размерам с крупнейшими стоянками цивилизации долины Инда, такими как Мохенджо-Даро. Но она не была раскопана, а только идентифицирована. Она может оказаться в числе пяти крупнейших городов цивилизации долины Инда.

## Значительные находки
Хотя раскопки на этом месте ещё не начались, случайная находка терракотовой таблички является значительной находкой. На этой печати изображены человек со скрещенными ногами (что указывает на йогическую позу) и коленопреклоненный человек под деревом и на дереве. такие коленопреклоненные люди на дереве, особенно перед тигром, как животное, показаны в табличках или печатях, найденных в Хараппе (H 163 a), Мохенджо-Даро (M 309 a) и Калибангане (K 49a). Совсем недавно сидра Гульзар и АСКО Парпола обнаружил надписанную табличку из Ганверивалы, которая в конечном счете может помочь решить загадку письменности долины Инда. Несмотря на его ухудшенное состояние, можно увидеть Рог пропавшего «быка-единорога» в правом нижнем углу, а также семь знаков письменности Инда.

## Важность
Ганверивала находится на равном расстоянии от Мохенджо-Даро и Хараппы, расположенных между этими двумя древними городами. В этом аспекте раскопки могут дать больше информации об этой древней цивилизации.